# 애니 피셔

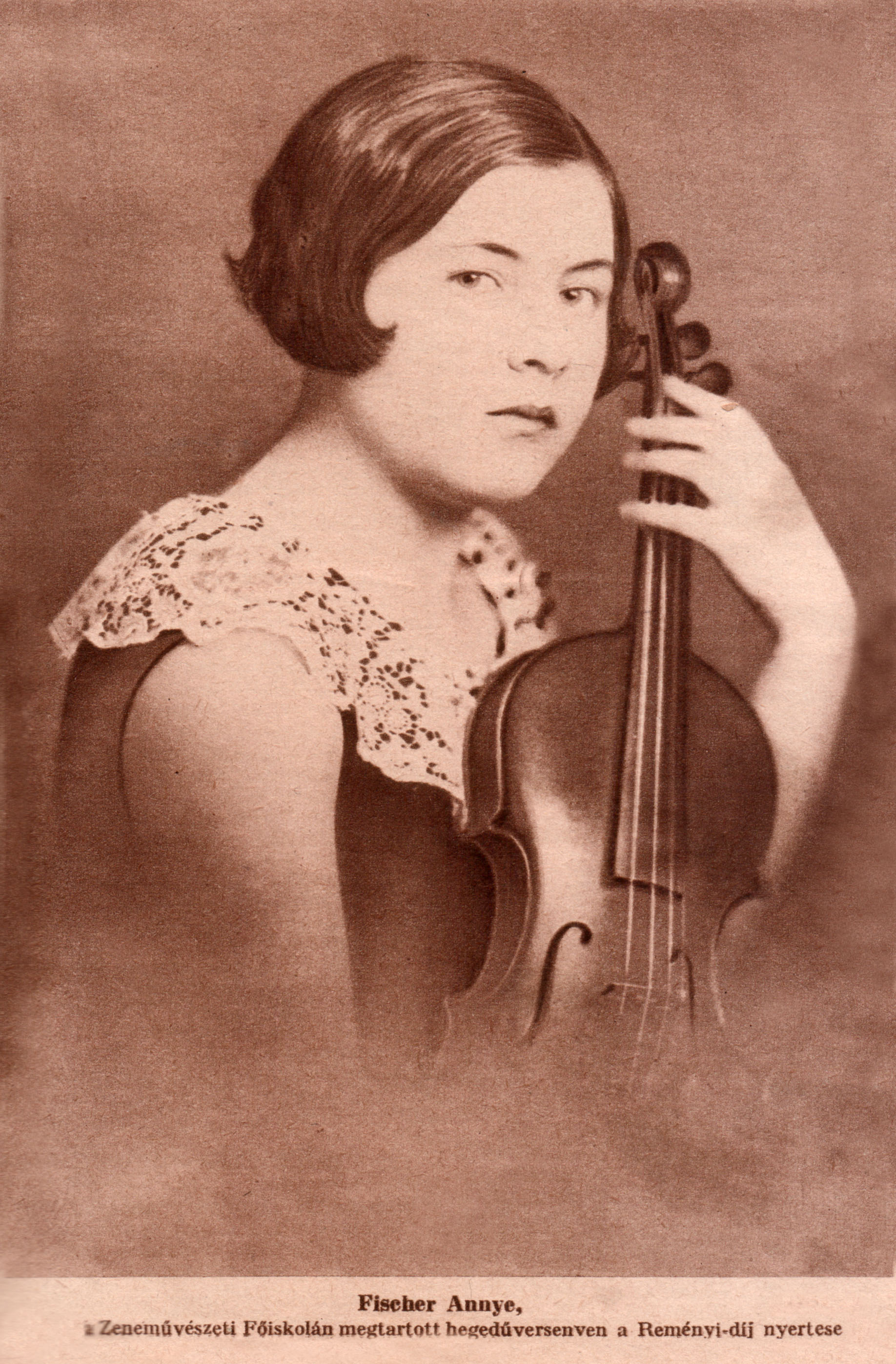

애니 피셔 (Annie Fischer, 1914년 7월 5일 - 1995년 4월 10일) 은 헝가리 클래식 피아니스트이다.
피셔는 부다페스트 유대인 가정에서 태어났고, 그 도시에서 도흐나니 에르뇌와 아놀드 세켈리와 함께 프란츠 리스트 음악원에서 공부했다. 그녀는 1924년 10세의 나이로 콘서트 피아니스트로 경력을 시작하여 루트비히 판 베토벤의 피아노 협주곡 1번으로 데뷔 공연을 했다. 12살 때 취리히 톤할레 오케스트라와 함께 모차르트 피아노 협주곡 23번과 로베르트 슈만의 피아노 협주곡을 연주했다. 1933년, 피셔는 프란츠 리스트의 피아노 소나타 B단조 연주로 고향에서 열린 국제 프란츠 리스트 피아노 콩쿠르에서 우승했다. 그녀의 경력 전반에 걸쳐 그녀는 주로 유럽과 호주에서 연주했다. 그녀는 생의 말년까지 미국에서 거의 들리지 않았으며 당시에는 두 번의 콘서트만 열었다.
그녀는 영향력 있는 비평가이자 음악학자(후에는 부다페스트 오페라의 감독)인 Aladar Toth와 결혼했으며 부다페스트에서 그의 옆에 묻혔다.
피셔는 1940년 스웨덴에 그녀의 남편과 함께 달아났다. 전쟁이 끝난 후 1946년에 그녀와 Toth는 부다페스트로 돌아왔다. 그녀는 1995년 그곳에서 사망했다.
피셔의 연주는 기술적인 힘과 영적 깊이뿐만 아니라 "특징적 강렬함"과 "수월한 표현 방식"(David Hurwitz)으로 찬사를 받았다..오토 클렘퍼러와 스뱌토슬라프 리흐테르와 같은 동시대 사람들에게 크게 존경받았다. 리흐테르는 "위대함과 진정한 심오함의 정신이 깃든 위대한 예술가"라고 썼다. 이탈리아 피아니스트 마우리치오 폴리니는 그녀의 연주에서 발견한 "어린아이 같은 단순함, 즉각적, 경이로움"을 칭찬했다. 모차르트, 베토벤, 브람스, 슈베르트, 슈만, 바르톡과 같은 헝가리 작곡가들에 대한 그녀의 해석은 계속해서 피아니스트와 비평가들로부터 최고의 찬사를 받고 있다.
피셔는 1950년대에 의미 있는 스튜디오 녹음을 했지만, 어떤 해석도 "완료"되지 않았기 때문에 청중이 없는 상태에서 만들어지는 해석은 필연적으로 인위적으로 제한적일 것이라고 생각했다. 따라서 오늘날 그녀의 유산에는 많은 라이브 콘서트 녹음이 포함된다. 베토벤 피아노 소나타 전곡 녹음이 있는데, 1977년부터 15년 동안 이 세트를 작업했다. 자기 비판적 완벽주의자인 그녀는 평생 이 세트를 발매하는 것을 허락하지 않았지만, 사망한 이후에는 CD로 발매되어 널리 찬사를 받았다.